# Walter Granzow
Walter Granzow (né le 13 août 1887 à Schönhagen et mort le 3 décembre 1952 à Bad Schwartau) est un agriculteur, propriétaire terrien et homme politique allemand (NSDAP). 

## Biographie
Walter Granzow est né le 13 août 1887, fils d'un agriculteur de Schönhagen. Après avoir étudié à l'école du village de Schönhagen, au collège de Pritzwalk et l'école supérieure d'agriculture de Dahme/Mark, il suit une formation complémentaire à l'institut agricole de l'Université de Halle. Il travaille ensuite dans l'agriculture pratique et reprend la propriété familiale à Geestgottberg en 1910. De 1914 à 1918, il participe à la Première Guerre mondiale en tant que soldat. 
Granzow travaille de 1919 à 1922 en tant que capitaine de digue du Wischedeichverband et de 1922 à 1932 travaille comme gestionnaire de domaine à Severin, où il fait activement campagne pour l'Artaman. Sur ce domaine, Joseph Goebbels et Magda Quandt se sont mariés le 19 décembre 1931. Au 1er novembre 1933 Granzow devient président du conseil d'administration de la Deutsche Rentenbank Kreditanstalt (RKA) dont le siège à Berlin. Il est ensuite président des conseils de surveillance de plusieurs banques, dont la RKA, la Deutsche Pachtbank et la Getreide-Kreditbank. Il est également président du conseil d'administration de la Deutsche Siedlungsbank étant déjà commissaire du Reichssiedlung. Il est également membre de l'Académie de droit allemand de Munich. Après la Seconde Guerre mondiale, Granzow est arrêté et interné de 1945 à 1948. Il travaille ensuite comme conseiller économique puis comme représentant d'une usine de margarine à Holstein. Walter Granzow décède le 3 décembre 1952 à Bad Schwartau. 
Walter Granzow est marié à Gertrud Ewald. Son beau-frère est l'industriel Günther Quandt, après la mort de la belle-sœur de Granzow Antonie, il est marié à Magda Goebbels de 1921 à 1929. 

## Politique
Granzow rejoint le NSDAP en 1931 (numéro de membre 482.923) et de 1931 à 1933 est consultant agricole pour le NSDAP pour le Mecklembourg-Lübeck. Il est le président de l'association des agriculteurs du Mecklembourg-Schwerin et Mecklembourg-Lübeck. Depuis 1935, il travaille également pour Richard Walther Darré en tant que chef de la direction du Reich au bureau de la politique agricole du NSDAP. 
Le 2 octobre 1933, il est admis aux SS (SS n°128.801) en tant que SS Sturmbannführer. En avril 1934, il est promu SS-Obersturmbannführer le 20 avril 1934 et déjà le 9 septembre 1934 SS-Standartenführer. Le 9 novembre 1936, il est finalement nommé SS-Brigadführer. 
Pendant la République de Weimar, Granzow est membre du conseil de l'arrondissement d'Osterburg. Il est élu au Landtag de Mecklembourg-Schwerin en 1932 et occupe le poste de ministre-président de l'État libre de Mecklembourg-Schwerin du 13 juillet 1932 au 9 août 1933. Dans le même temps, il prend la tête du ministère des affaires étrangères. Du 13 juillet 1932 au 5 juillet 1933, il occupe également le poste de ministre des finances et de l'agriculture, et du 5 juillet au 9 août 1933, il est également ministre de l'éducation. De 1933 à 1943, Granzow est membre du Reichstag. 
De 1935 à 1937, il est le porte-parole du Conseil des agriculteurs du Reich. 